# モールの定理
1. 両端が可動支点と固定支点で支持され、途中に曲げ剛性の不連続点や中間ヒンジが存在するはりに、曲げ剛性の不連続点に荷重（緑の矢印）を作用させて
2. 曲げモーメント{\displaystyle M}を求め、
3. 曲げモーメントから生成した弾性荷重{\displaystyle z}を共役ばりに作用させると、
4. 共役ばりのせん断力が、たわみ角{\displaystyle \theta }と
5. 共役ばりの曲げモーメントが、たわみ{\displaystyle v}と一致する。

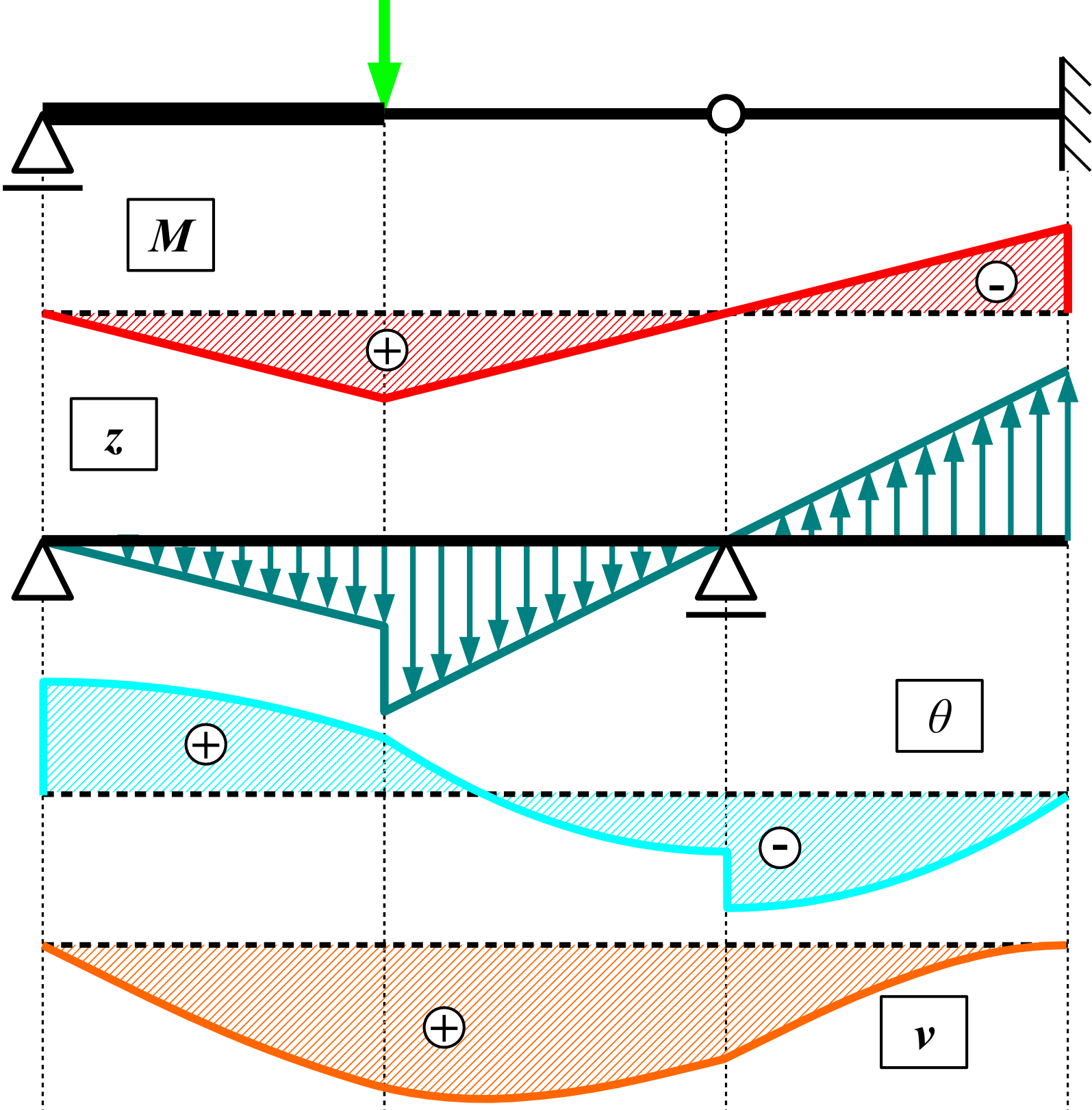
モールの定理の概略例（図の上から順、詳細は応用例を参照）：

モールの定理（モールのていり、英語: Mohr's theorem）は、構造力学における定理の一つ。はり部材のたわみを図を用いて簡易に導出するのに利用される。
モールの定理自体は、共役ばり（きょうやくばり、英語: conjugate beam）と呼ばれる仮想的に設定するはりに、弾性荷重（だんせいかじゅう、英語: elastic load）と呼ばれる元のはりに作用している曲げモーメントから生成される仮想的な荷重を加えると、その曲げモーメントとせん断力がそれぞれ元のはりのたわみとたわみ角に一致するという定理のことを指す。
このモールの定理を用いると、微分方程式を直接解いたりエネルギー保存則を利用することなくはりのたわみを求めることができる。このようにして、はりの変形を求める方法を弾性荷重法（だんせいかじゅうほう、英語: elastic load method）、あるいはモールが考えた方法や共役ばり法と呼ぶ。

## 概要
ある分布荷重 {\displaystyle p} が載荷されているはり部材のたわみ {\displaystyle v} は、4階の微分方程式（弾性曲線方程式）{\displaystyle EIv''''=p} で表される。
ゆえに、この微分方程式を直接的に解けば、はりのたわみは求まる。
しかし、以下のように考えれば、この微分方程式を直接解くことなくたわみを求めることができる。
まず、たわみ {\displaystyle v}、たわみ角 {\displaystyle \theta }、曲げモーメント {\displaystyle M}、せん断力 {\displaystyle Q} は、それぞれ、{\displaystyle v'=\theta }、{\displaystyle \theta '=-M/EI}、{\displaystyle M'=Q}、{\displaystyle Q'=-p} という関係があることを確認しておく。
すると、弾性曲線方程式を(1){\displaystyle M''=-p} と(2){\displaystyle EIv''=-M} の2段階に分けることができる。
この時、(1)は与系の曲げモーメントを力の釣り合いなどによって求めて簡易に解決できる。
一方、(2)において、{\displaystyle z=M/EI} とすると、{\displaystyle v''=-z} と記号が違うだけで(1)と同じ形に変形できる。
ゆえにzを新しい荷重（弾性荷重もしくはz荷重と呼ばれる）としてはりに作用させ、(1)と同様に力の釣り合いなどから曲げモーメントに相当する量 {\displaystyle {\overline {M}}}を求めると、これがそのままたわみと等しくなる。また、たわみ角 {\displaystyle \theta =v'} であり、せん断力 {\displaystyle Q=M'} であることを考慮すると、弾性荷重に対するせん断力に相当する量 {\displaystyle {\overline {Q}}}が、たわみ角と等しくなる。
これらの関係を整理すると表1のようになる。
| 与系                     | 与系                   | 対応する系           | 対応する系              |
| ------------------------ | ---------------------- | -------------------- | ----------------------- |
| 荷重                     | {\displaystyle p}      | 弾性荷重             | {\displaystyle z=M/EI}  |
| せん断力                 | {\displaystyle Q}      | たわみ角             | {\displaystyle \theta } |
| 曲げモーメント           | {\displaystyle M}      | たわみ               | {\displaystyle v}       |
| 曲げモーメント＝荷重関係 | {\displaystyle M''=-p} | 弾性荷重＝たわみ関係 | {\displaystyle v''=-z}  |

この定理は、1868年にハノーファー建築家・技術者連合 の会報である『ハノーファー建築家・技術者連合誌』 ("Zeitschrift des Architekten- und Ingenieur-Vereins Hannover") にて、クリスティアン・オットー・モールにより発表されたもので、モール自身はこの方法を変断面はりのたわみを求めるのに有効であると述べている。
また、この発見について、ステパーン・ティモシェンコは、モールの応力円と共に、モールの材料力学に対する大きな功績として挙げている。
現代においては、はりのたわみなどを求める構造計算は、計算機を用いることが主流であり、弾性曲線方程式を数値的に解いたり、有限要素法などを用いてはり部材の仮定を用いず直接に構造物の変形を計算することが多い。
そのため、現代において、実務でモールの定理（弾性荷重法）が用いられることは殆どないが、構造力学の基礎として大学学部・高等専門学校・工業高校などで学ばれている。

## 共役ばり
モールの定理により、弾性荷重を作用させたはりの、曲げモーメント相当量 {\displaystyle {\overline {M}}} とせん断力相当量 {\displaystyle {\overline {Q}}} を求めることができれば、与系のたわみとたわみ角が求まる。
しかし、元の弾性曲線方程式には、支点などによって設定されたたわみとたわみ角の境界条件があることを考えれば、弾性荷重を作用させるはりも、同等の境界条件を曲げモーメント相当量とせん断力相当量が満たしていなければならない。
このように境界条件を満たすために仮想的に考えられたはりを、共役ばりといい、与系のはりと共役ばりの変位と断面力を対応させて変換することで作ることができる。
代表的な与系の条件に対する共役ばりの条件は表2のようになり、この変換表を代表的なはりに適用すると表3のようになる。
このように、単純ばりは同じ単純ばりのままだが、片持ちばりでは左右が逆になり、ゲルバーばりはヒンジの位置が変わるなど、与系のはりと共役ばりでは異なるはりとなる。
| 与系のはり                                                  | 与系のはり                                                                        | 共役ばり   | 共役ばり |
| ----------------------------------------------------------- | --------------------------------------------------------------------------------- | ---------- | -------- |
| 固定支点                                                    |                                                                                   | 自由端     |          |
| - {\displaystyle v=0} - {\displaystyle \theta =0}           | - {\displaystyle {\overline {M}}=0} - {\displaystyle {\overline {Q}}=0}           |            |          |
| 自由端                                                      |                                                                                   | 固定支点   |          |
| - {\displaystyle v\not =0} - {\displaystyle \theta \not =0} | - {\displaystyle {\overline {M}}\not =0} - {\displaystyle {\overline {Q}}\not =0} |            |          |
| 回転支点                                                    |                                                                                   | 回転支点   |          |
| - {\displaystyle v=0} - {\displaystyle \theta \not =0}      | - {\displaystyle {\overline {M}}=0} - {\displaystyle {\overline {Q}}\not =0}      |            |          |
| 可動支点                                                    |                                                                                   | 可動支点   |          |
| - {\displaystyle v=0} - {\displaystyle \theta \not =0}      | - {\displaystyle {\overline {M}}=0} - {\displaystyle {\overline {Q}}\not =0}      |            |          |
| 中間支点                                                    |                                                                                   | 中間ヒンジ |          |
| - {\displaystyle v=0} - {\displaystyle \theta }：連続       | - {\displaystyle {\overline {M}}=0} - {\displaystyle {\overline {Q}}}：連続       |            |          |
| 中間ヒンジ                                                  |                                                                                   | 中間支点   |          |
| - {\displaystyle v}：連続 - {\displaystyle \theta }：不連続 | - {\displaystyle {\overline {M}}}：連続 - {\displaystyle {\overline {Q}}}：不連続 |            |          |

| 与系のはり        | 与系のはり | 共役ばり |
| ----------------- | ---------- | -------- |
| 単純ばり          |            |          |
| 片持ちばり        |            |          |
| 片端張り出しばり  |            |          |
| 両端張り出しばり  |            |          |
| 2径間ゲルバーばり |            |          |
| 3径間ゲルバーばり |            |          |

## 弾性荷重法

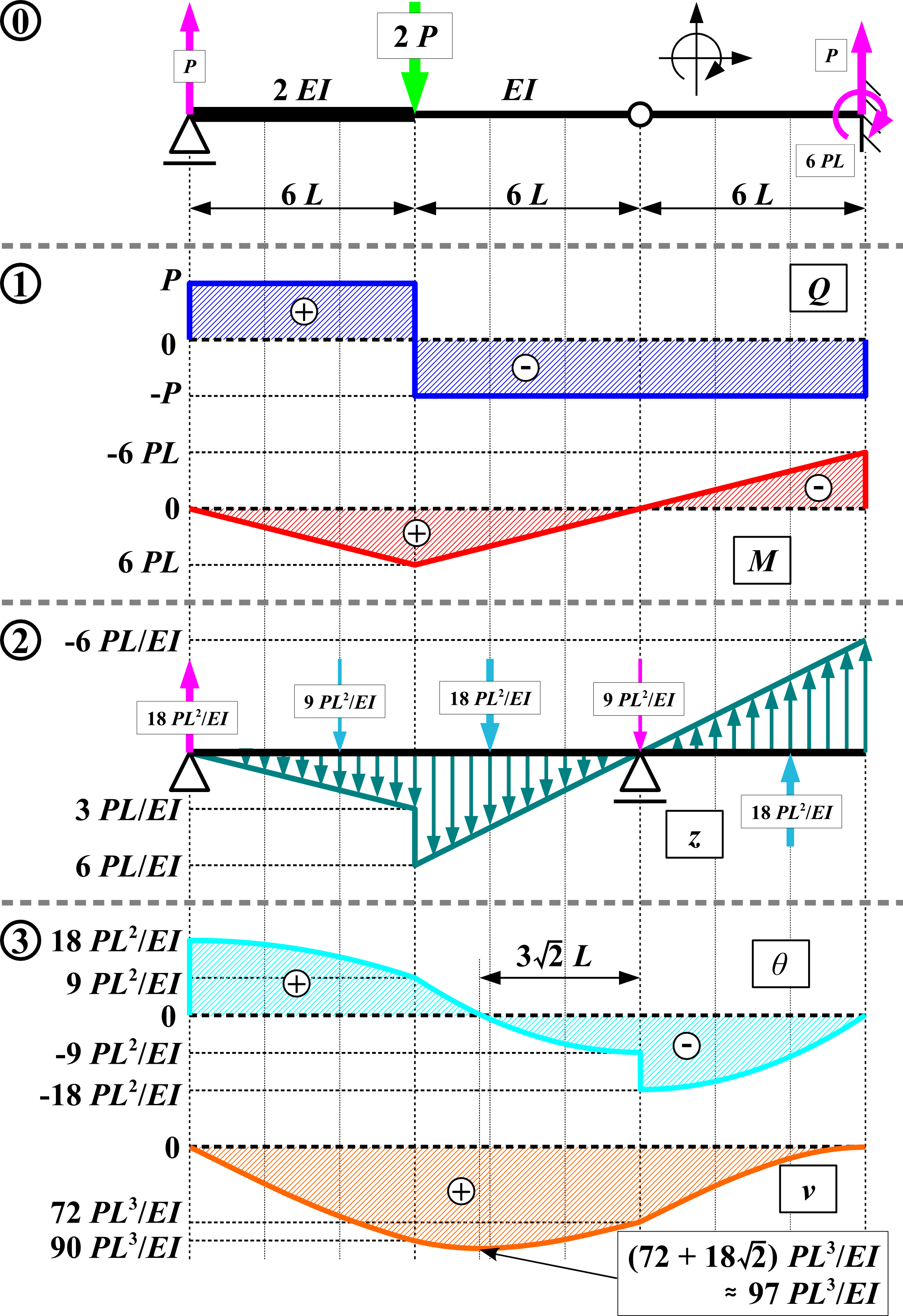
弾性荷重法の例

モールの定理を利用して、たわみやたわみ角を求める方法を弾性荷重法と呼ぶがこれは以下のように整理される。
1. 与系の曲げモーメント M を求める。
2. 曲げモーメントを曲げ剛性 EI で除して、弾性荷重 z = M/EI を生成し、共役ばりに作用させる。
3. 共役ばりにおけるせん断力（相当量）Q を求めると、与系のたわみ角 θ を得ることができ、さらに曲げモーメント（相当量）M を求めると、与系のたわみ v を得ることができる。

このように、弾性荷重法を使うと、微分方程式を直接解くことなく、はりのたわみやたわみ角を求めることができるが、以下のような長所と短所がある。
長所
- 微分方程式を直接解く場合には、はりの中間でモーメント外力が働いていたり、断面寸法（曲げ剛性）が急変したりすると、場合分けが必要になり解法が煩雑になる。一方、弾性荷重法ではそれが必要ない。
- ある特定の点でのたわみやたわみ角だけが必要な場合、曲線を全て求めなくても、共役ばり上でのその点の曲げモーメント相当量あるいはせん断力相当量だけを求めるだけでよい。

短所
- 荷重の分布形状が複雑で曲げモーメント高次式になる場合、弾性荷重の合力の大きさや作用位置の計算が煩雑になる。
- 計算に曲げモーメントが必要になるので、弾性荷重法のみでは不静定ばりは解くことができない。